# Mostefa Ben Brahim (Sidi Bel Abbès)
Mostefa Ben Brahim (în arabă مصطفى بن ابراھيم) este o comună din provincia Sidi Bel Abbès, Algeria.
Populația comunei este de 9.268 de locuitori (2008).